# Khólui
Khólui és un poble (selo) de l'óblast d'Ivànovo (Rússia). És al sud-oest de Pútxej, a 71 km de l'estació de tren de Xuia. Khólui va obtenir l'estatus d'assentament de tipus urbà fins al 2004, quan fou degradat a poble (selo). És a la vora del riu Teza, un afluent del Kliazma. La seva economia es basa principalment en la producció tèxtil, teixits, silvicultura, fusteria, agricultura i artesania artística.
Una llegenda russa afirma que era la seu de pintors d'icones fins i tot abans de les invasions mongoles. Almenys des del segle xvii, Khólui ha estat productor de caixes laquejades, plaques i altres objectes pintats pels quals és famós a tot Rússia. Després de la Revolució d'Octubre, la pintura d'icones va perdre popularitat i fins i tot va resultar perillosa. Tanmateix, els pintors de Khólui continuaren fent la feina que havien fet sempre, ara, però, en secret.
L'estil de la pintura d'icones a Khólui és particular d'aquesta ciutat, i difereix de l'estil de pintura de Pàlekh, més conegut. Els iconògrafs de Khólui fan servir un gran nombre de tons verds, en oposició a l'estil vermellós de Pàlekh.